# Subeucalanus subtenuis
Subeucalanus subtenuis is een eenoogkreeftjessoort uit de familie van de Subeucalanidae. De wetenschappelijke naam van de soort is voor het eerst geldig gepubliceerd in 1888 door Giesbrecht.